# Fingers & Thumbs (Cold Summer's Day)
Singles de Erasure
Stay with Me
(1995) Rock Me Gently
(Allemagne, 1996)
Clip vidéo
[vidéo] « Fingers & Thumbs (Cold Summer's Day) », sur YouTube
Fingers & Thumbs (Cold Summer's Day) est une chanson du duo britannique Erasure extraite de leur septième album studio, intitulé Erasure et sorti (au Royaume-Uni) le 23 octobre 1995.
Le 27 novembre 1995, cinq semaines après la sortie de l'album, la chanson est publiée en single. C'est le deuxième single de cet album.
Le single débute à la 20e place du classement des ventes de singles britannique (dans la semaine du 3 au 9 décembre 1995), ce qui reste sa meilleure position.